# Julia Beljajeva
Julia Beljajeva (ros. Юлия Беляева, Julija Bielajewa; ur. 21 lipca 1992 w Tartu) – estońska szpadzistka pochodzenia rosyjskiego, złota medalistka olimpijska i czterokrotna medalistka mistrzostw świata.

## Kariera sportowa
Podczas igrzysk olimpijskich w Rio de Janeiro w 2016 roku była czwarta drużynowo, a w rywalizacji indywidualnej zajęła 29. miejsce. Na igrzyskach olimpijskich w Tokio wspólnie z Katriną Lehis, Eriką Kirpu i Iriną Embrich wywalczyła złoty medal w zawodach drużynowych. W zawodach indywidualnych zajęła tym razem siódmą pozycję.
Na mistrzostwach świata w Budapeszcie w 2013 roku wywalczyła złoty medal indywidualnie, pokonując w finale Rosjankę Annę Siwkową. Na rozgrywanych rok później mistrzostwach świata w Kazaniu razem z Embrich, Kirpu i Kristiną Kuusk zdobyła drużynowo srebrny medal. W tym samym składzie Estonki zdobyły również złoty medal podczas mistrzostw świata w Lipsku w 2017 roku. Na tej samej imprezie Beljajeva wywalczyła również brązowy medal indywidualnie, ulegając tylko Rosjance Tatjanie Gudkowej i Ewie Nelip z Polski.
Podczas rozgrywanych w 2015 roku igrzysk europejskich w Baku razem z koleżankami zdobyła srebrny medal w drużynie. Kilkukrotnie zdobywała też medale mistrzostw Europy, w tym złote drużynowo na mistrzostwach Europy w Zagrzebiu (2013) i mistrzostwach Europy w Toruniu (2016).